# Tinta barroca

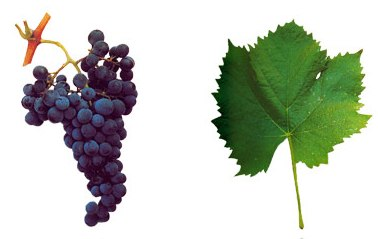
Uva tinta barroca.

La tinta barroca es una uva tinta portuguesa que crece sobre todo en la región del Duero portugués (Douro). Hay algunas plantaciones en Sudáfrica. En Portugal, es una uva habitual en vinos multivarietales de Oporto mientras que en Sudáfrica suele usarse para hacer monovarietales. La vid fue introducida en la región del Duero a finales del siglo XIX y tiene la ventaja de resistir los climas fríos de las laderas orientadas hacia el norte.